# امان‌الله پاپی
امان‌الله پاپی (زادهٔ ۱۴ فروردین ۱۳۶۹) ورزشکار پارالمپیکی اهل ایران است که در رشتهٔ پرتاب نیزه فعالیت می‌کند. پاپی در بازی‌های پارالمپیک تابستانی ۲۰۲۰ موفق به کسب یک مدال نقره شد.